# Montréal-Mercier
Montréal-Mercier est un ancien district provincial du Québec. Il a été aboli en 1965.

## Historique
Précédé de: Montréal-Dorion et Montréal-Laurier
Suivi de: Mercier
Le district électoral de Montréal-Mercier a été créé en 1922 avec la fusion des anciens districts de Montréal-Dorion et de Montréal-Laurier.
Lors de la réforme de la carte électorale en 1965, il est aboli pour être remplacé par la circonscription de Mercier.
Le Mercier dont il est question dans le titre est Honoré Mercier, premier ministre du Québec à la fin du XIXe siècle.

## Liste des députés
| Législature                                                       | Années    | Député | Député                   | Parti           |
| ----------------------------------------------------------------- | --------- | ------ | ------------------------ | --------------- |
| Montréal–Mercier Créée depuis Montréal-Dorion et Montréal-Laurier |           |        |                          |                 |
| 16e                                                               | 1923–1927 |        | Adolphe L'Archevêque     | Conservateur    |
| 17e                                                               | 1927–1931 |        | Anatole Plante           | Libéral         |
| 18e                                                               | 1931–1935 |        | Anatole Plante           | Libéral         |
| 19e                                                               | 1935–1936 |        | Anatole Plante           | Libéral         |
| 20e                                                               | 1936–1939 |        | Gérard Thibeault         | Union nationale |
| 21e                                                               | 1939–1944 |        | Joseph-Achille Francoeur | Libéral         |
| 22e                                                               | 1944–1948 |        | Joseph-Achille Francoeur | Libéral         |
| 23e                                                               | 1948–1952 |        | Gérard Thibeault         | Union nationale |
| 24e                                                               | 1952–1956 |        | Gérard Thibeault         | Union nationale |
| 25e                                                               | 1956–1960 |        | Gérard Thibeault         | Union nationale |
| 26e                                                               | 1960–1962 |        | Gérard Thibeault         | Union nationale |
| 27e                                                               | 1962–1966 |        | Jean-Baptiste Crépeau    | Libéral         |
| Dissoute dans Mercier                                             |           |        |                          |                 |